# Arthrosaura synaptolepis
Arthrosaura synaptolepis är en ödleart som beskrevs av  Donnelly MCDIARMID och MYERS 1992. Arthrosaura synaptolepis ingår i släktet Arthrosaura och familjen Gymnophthalmidae. IUCN kategoriserar arten globalt som livskraftig. Inga underarter finns listade i Catalogue of Life.